# GPR176
GPR176 (англ. G protein-coupled receptor 176) – білок, який кодується однойменним геном, розташованим у людей на короткому плечі 15-ї хромосоми. Довжина поліпептидного ланцюга білка становить 515 амінокислот, а молекулярна маса — 56 998.
| 10         |  | 20         |  | 30         |  | 40         |  | 50         |
| ---------- |  | ---------- |  | ---------- |  | ---------- |  | ---------- |
| MGHNGSWISP |  | NASEPHNASG |  | AEAAGVNRSA |  | LGEFGEAQLY |  | RQFTTTVQVV |
| IFIGSLLGNF |  | MVLWSTCRTT |  | VFKSVTNRFI |  | KNLACSGICA |  | SLVCVPFDII |
| LSTSPHCCWW |  | IYTMLFCKVV |  | KFLHKVFCSV |  | TILSFPAIAL |  | DRYYSVLYPL |
| ERKISDAKSR |  | ELVMYIWAHA |  | VVASVPVFAV |  | TNVADIYATS |  | TCTEVWSNSL |
| GHLVYVLVYN |  | ITTVIVPVVV |  | VFLFLILIRR |  | ALSASQKKKV |  | IIAALRTPQN |
| TISIPYASQR |  | EAELHATLLS |  | MVMVFILCSV |  | PYATLVVYQT |  | VLNVPDTSVF |
| LLLTAVWLPK |  | VSLLANPVLF |  | LTVNKSVRKC |  | LIGTLVQLHH |  | RYSRRNVVST |
| GSGMAEASLE |  | PSIRSGSQLL |  | EMFHIGQQQI |  | FKPTEDEEES |  | EAKYIGSADF |
| QAKEIFSTCL |  | EGEQGPQFAP |  | SAPPLSTVDS |  | VSQVAPAAPV |  | EPETFPDKYS |
| LQFGFGPFEL |  | PPQWLSETRN |  | SKKRLLPPLG |  | NTPEELIQTK |  | VPKVGRVERK |
| MSRNNKVSIF |  | PKVDS      |  |            |  |            |  |            |

A: Аланін

C: Цистеїн

D: Аспарагінова кислота

E: Глутамінова кислота

F: Фенілаланін

G: Гліцин

H: Гістидин

I: Ізолейцин

K: Лізин

L: Лейцин

M: Метіонін

N: Аспарагін

P: Пролін

Q: Глутамін

R: Аргінін

S: Серин

T: Треонін

V: Валін

W: Триптофан

Кодований геном білок за функціями належить до рецепторів, g-білокспряжених рецепторів, білків внутрішньоклітинного сигналінгу. 
Задіяний у таких біологічних процесах, як біологічні ритми, альтернативний сплайсинг. 
Локалізований у клітинній мембрані, мембрані.